# Tuban (Kuta)
Tuban is een bestuurslaag in het regentschap Badung van de provincie Bali, Indonesië. Tuban telt 22.947 inwoners (volkstelling 2010).